# Christian Piot
Christian Piot (født 6. oktober 1947 i Seraing, Belgien) er en tidligere belgisk fodboldspiller (målmand).
Piot tilbragte hele sin aktive karriere, fra 1966 til 1978, hos Standard Liège i hjemlandet. Her var han med til at vinde tre belgiske mesterskaber i træk. (1969, 1970 og 1971).
Piot spillede desuden 40 kampe og scorede ét mål for det belgiske landshold. Hans debutkamp for holdet blev spillet 19. oktober 1969, en VM-kvalifikationskamp på udebane mod Jugoslavien, mens hans sidste optræden i landsholdstrøjen var en VM-kvalifikationskamp på hjemmebane mod ærkerivalen Holland den 26. marts 1977.
Han repræsenterede sit land ved VM i 1970 i Mexico, hvor han spillede alle sit holds tre kampe. To år senere var han med til at vinde bronze ved EM i 1972 på hjemmebane.